# Leptodactylodon erythrogaster
Leptodactylodon erythrogaster es una especie de anfibios de la familia Arthroleptidae.
Es endémica de Camerún Camerún.
Su hábitat natural incluye montanos tropicales o subtropicales secos y ríos.
Está amenazada de extinción por la pérdida de su hábitat natural.